# 斎藤晴江
齋藤 晴江（さいとう はるえ、6月20日 - ）は、宮城テレビ放送のディレクター、プロデューサー。元高知さんさんテレビのアナウンサー。

## 来歴
東京都出身。立教大学卒業。
2004年4月に高知さんさんテレビに入社。報道制作局制作部に所属し、同局のアナウンサーになる。名前は、同局公式サイトにおいては斉藤 晴江あるいは斎藤 晴江と記されていた。
後に宮城テレビ報道制作局情報センター所属のディレクターになり、同局の番組制作に携わる。その後、報道班所属となる。

## 担当番組

### 高知さんさんテレビ
- FNNスピーク 高知ローカルパート - 月曜・火曜・水曜担当[4]
- SUNSUNスーパーニュース - お天気コーナー担当
- SUNSUNニュース&お天気[5]

### 宮城テレビ
- ダイワハウススペシャル アダージョ、そよ風のテンポで〜蔵王のチェンバロ工房の物語（2011年）- ディレクター[6]
- OH!バンデス presents ふるさとに生きる〜復興への道〜（2011年）- プロデューサー[3]
- ふりむくな 前へ歩め！故郷・閖上と被災地公演「明日、悲別で」（2012年） - チーフディレクター[7]